# Adam Heller

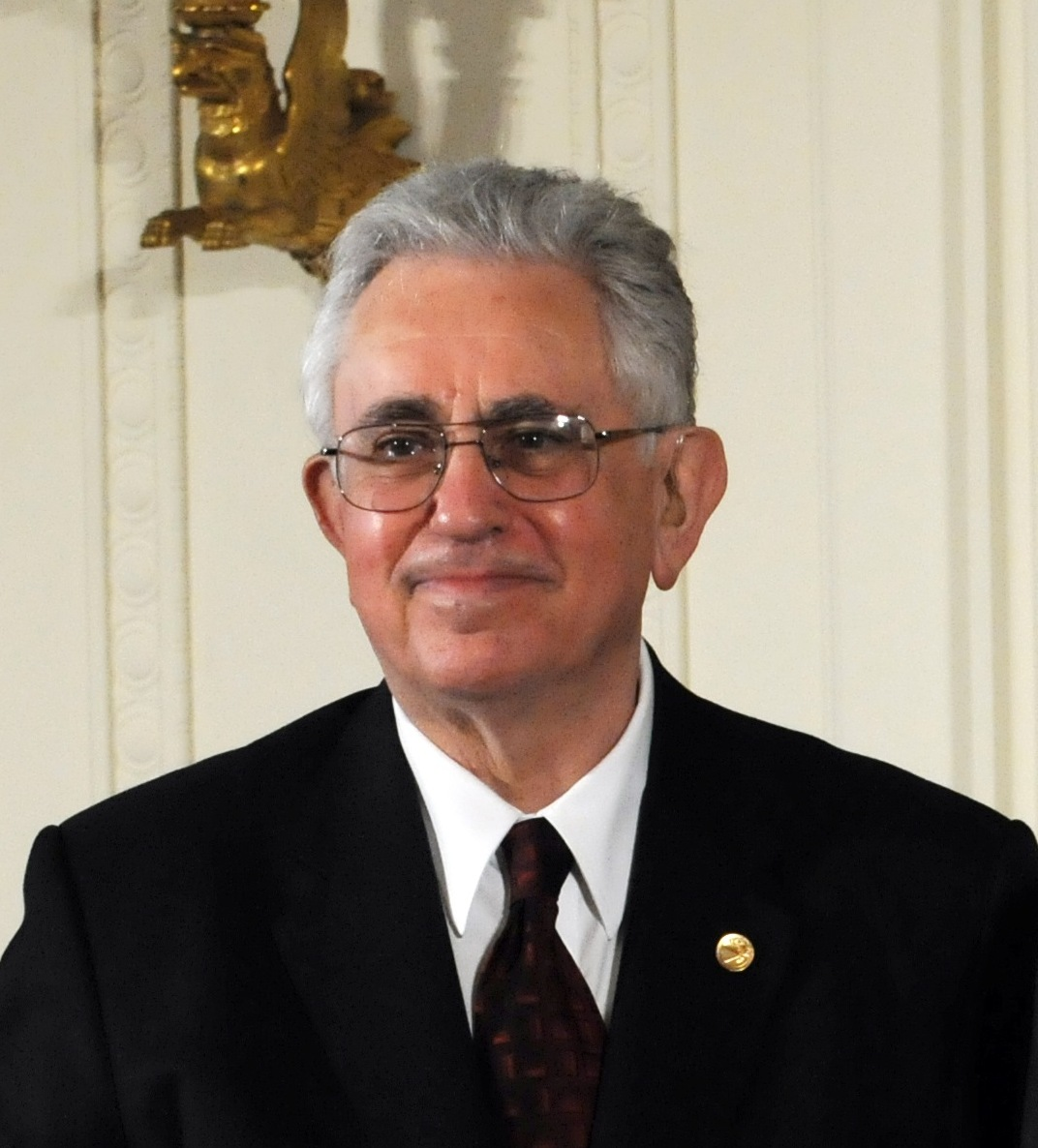
Adam Heller (2008)

Adam Heller (geb. 25. Juni 1933 in Cluj, Rumänien) ist ein israelisch-amerikanischer Chemieingenieur an der University of Texas at Austin und Unternehmer auf dem Gebiet der Bioelektrochemie und der Bioelektrokatalyse. Er ist vor allem für seine Entwicklung von Biosensoren zur Bestimmung des Blutzuckers bekannt. Außerdem entwickelte er eine Bio-Brennstoffzelle, die elektrischen Strom aus Blutzucker und Sauerstoff generiert.

## Leben und Wirken
Heller wurde in Cluj, Rumänien, geboren. Seine Familie gehörte zu der großen jüdischen Gemeinde dort. Familie Heller gelangte 1944 mit dem Kasztner-Transport in die Schweiz, von wo aus sie 1945 in das damalige Palästina emigrierte. Heller erwarb an der Hebräischen Universität Jerusalem 1957 einen Master in Chemie und 1961 bei Ernst David Bergmann einen Ph.D. in Chemie und Physik. Als Postdoktorand arbeitete er an der University of California, Berkeley, bevor er 1964 zu GTE Laboratories und 1975 an die Abteilung für Halbleiter-Forschung der Bell Laboratories ging, die er von 1977 bis 1988 leitete. Hier war er an zahlreichen Entwicklungen beteiligt, darunter der Nd:YAG-Laser, Solarzellen und Lithiumbatterien. 1988 erhielt er eine Professur für Ingenieurwesen an der University of Texas at Austin erhielt. Hier befasste er sich unter anderem mit der „Verdrahtung“ von Oxidoreduktasen.
Mit seinem Sohn Ephraim Heller gründete er 1996 das Unternehmen TheraSense, das 2004 an Abbott Laboratories verkauft wurde. Für TheraSense entwickelte Heller Blutzuckermessgeräte, die nur Mikrovolumina von Blutproben brauchten und Systeme zur kontinuierlichen Blutzuckerüberwachung. Für sein jüngstes Unternehmen SynAgile entwickelte er Geräte zur kontinuierlichen subkutanen Medikamentengabe, zum Beispiel bei Morbus Parkinson.
Heller ist (Stand Juli 2016) Autor von etwa 290 wissenschaftlichen Publikationen und ist Inhaber von etwa 270 Patenten. Er hat (Stand Oktober 2023) laut Google Scholar einen h-Index von 188, laut Datenbank Scopus einen von 99.

## Auszeichnungen (Auswahl)
- 1987 Mitglied der National Academy of Engineering[3]
- 1991 Ehrendoktorat der Universität Uppsala[4]
- 1996 Faraday-Medaille der Electrochemistry Group der Royal Society of Chemistry[5]
- 1996 Fellow der American Association for the Advancement of Science
- 2005 Fresenius-Preis der Gesellschaft Deutscher Chemiker[6]
- 2007 National Medal of Technology and Innovation[7]
- 2008 ACS Award for Creative Invention der American Chemical Society[8]
- 2008 Ehrendoktorat des Queens College, City University of New York
- 2009 Mitglied der American Academy of Arts and Sciences[9]
- 2014 Torbern Bergman-Medaille der Schwedischen Chemischen Gesellschaft.[10]
- 2015 Heinz Gerischer Award der Europäischen Sektion der Electrochemical Society[11]